# Regionalliga (Oostenrijk)
De Fußball-Regionalliga is het derde niveau in het Oostenrijkse voetbalsysteem en is tevens de hoogste amateurklasse van het land. De Regionalliga is opgedeeld in drie geografische reeksen. De Regionalliga Ost omvat de deelstaten Wenen, Niederösterreich en Burgenland. Bij de Regionalliga Mitte horen Steiermark, Kärnten, Oberösterreich en Oost-Tirol. De Regionalliga West omvat Salzburg, Tirol en Vorarlberg.

## Geschiedenis
Met de invoering van de Liga A in 1949/50 kwam er een verandering in de klassenverdeling van het amateurvoetbal. Clubs uit Midden- en Oost-Oostenrijk speelden in de Landesliga en konden zo promoveren naar de Liga B (tweede klasse) die ook professioneel was. Clubs uit het westen namen niet deel aan de tweede klasse deel en speelden in de Tauernliga voor clubs uit Salzburg en Kärnten, vanaf 1955/56 tot 1958/59 Tauernliga Nord voor Salzburg en Süd voor Kärnten. Voor clubs uit Tirol en Vorarlberg was er van 1950/51 tot 1959/60 de Arlbergliga. Deze competities kunnen ook als tweede klassen gezien worden, naast de Liga B, omdat de kampioen deelnam aan de eindronde om te promoveren naar de hoogste klasse.
| Seizoen | Arlbergliga             | Tauernliga            | Tauernliga            |
| ------- | ----------------------- | --------------------- | --------------------- |
| 1950    |                         | Villacher SV          | Villacher SV          |
| 1951    | SC Schwarz-Weiß Bregenz | Klagenfurter AC       | Klagenfurter AC       |
| 1952    | SC Schwarz-Weiß Bregenz | Salzburger AK 1914    | Salzburger AK 1914    |
| 1953    | Innsbrucker AC          | SV Austria Salzburg   | SV Austria Salzburg   |
| 1954    | SC Schwarz-Weiß Bregenz | WSG Radenthein        | WSG Radenthein        |
| 1955    | FC Dornbirn 1913        | SK Austria Klagenfurt | SK Austria Klagenfurt |
|         |                         | Tauernliga Süd        | Tauernliga Nord       |
| 1956    | SC Schwarz-Weiß Bregenz | WSG Radenthein        | SK Bischofshofen      |
| 1957    | SC Schwarz-Weiß Bregenz | WSG Radenthein        | SK Bischofshofen      |
| 1958    | FC Lustenau 07          | WSG Radenthein        | SV Austria Salzburg   |
| 1959    | FC Lustenau 07          | WSG Radenthein        | SV Austria Salzburg   |
| 1960    | FC Dornbirn 1913        |                       | Salzburger AK 1914*   |

In 1959/60 werd de Regionalliga opgericht. Er werd een seizoen gespeeld in twee geografische afdelingen, namelijk Ost en Mitte en één jaar later kwam er ook een Regionalliga West. Tot 1973/74 gold dit als tweede klasse in Oostenrijk. De kampioen promoveerde naar de hoogste klasse.
| Seizoen | Regionalliga West       | Regionalliga Mitte    | Regionalliga Ost          |
| ------- | ----------------------- | --------------------- | ------------------------- |
| 1960    | FC Dornbirn 1913        | SV Stickstoff Linz    | 1. Schwechater SC         |
| 1961    | Salzburger AK 1914      | Kapfenberger SV       | SK Admira Wien            |
| 1962    | SV Austria Salzburg     | SK Austria Klagenfurt | SC Wacker Wien            |
| 1963    | FC Dornbirn 1913        | Kapfenberger SV       | 1. Wiener Neustädter SC   |
| 1964    | FC Wacker Innsbruck     | SK Sturm Graz         | SC Wacker Wien            |
| 1965    | SV Austria Salzburg     | SK Austria Klagenfurt | 1. Simmeringer SC         |
| 1966    | SC Schwarz-Weiß Bregenz | SK Sturm Graz         | SC Wacker Wien            |
| 1967    | SV Austria Salzburg     | WSG Radenthein        | SC Eisenstadt             |
| 1968    | SV Wattens              | WSV Donawitz          | SC Wacker Wien            |
| 1969    | FC Dornbirn 1913        | SK VÖEST Linz         | First Vienna FC 1894      |
| 1970    | SC Schwarz-Weiß Bregenz | WSG Radenthein        | 1. Simmeringer SC         |
| 1971    | SK Bischofshofen        | WSV Donawitz          | SC Eisenstadt             |
| 1972    | SC Schwarz-Weiß Bregenz | SK Austria Klagenfurt | SV Admira Wiener Neustadt |
| 1973    | FC Rätia Bludenz        | WSG Radenthein        | 1. Simmeringer SC         |
| 1974    | FC Dornbirn 1913        | Kapfenberger SV       | SV Heid Stockerau         |

In 1974/75 werd de Bundesliga ingevoerd als hoogste klasse en de 2. Bundesliga werd de tweede klasse. De Regionalliga West en Mitte werd opgeheven en enkel de Regionalliga Ost bleef over. De kampioen van de Regionalliga Ost promoveerde automatisch naar de tweede klasse. De kampioenen van de Landesliga’s (Salzburg, Tirol, Vorarlberg, Kärnten, Oberösterreich en Steiermark) speelden een eindronde om de promovendi aan te wijzen.
In 1977/78 stelden de deelstaten Salzburg en Tirol hun Landesliga Alpenliga voor als derde klasse. In 1980/81 werd de Regionalliga West opnieuw tot leven gebracht als vervanging van de Alpenliga en ook de deelstaat Vorarlberg werd erbij genomen. De Regionalliga Ost werd van 1980/81 tot 1983/84 niet gespeeld. Tot 1995/96 hadden de kampioenen van beide competities een automatisch ticket voor de tweede klasse. Een jaar eerder werd de Regionalliga Mitte opnieuw ingevoerd. De kampioenen van de Landesliga’s Oberösterreich, Kärnten (met Oost-Tirol) en Steiermark speelden in een eindronde om een promotieticket.
Tussen 1996/97 en 2003/04 moesten de drie kampioenen samen met de voorlaatste uit de tweede klasse een eindronde spelen waarbij twee clubs naar de tweede klasse zouden gaan. Nadat de tweede klasse werd uitgebreid naar twaalf clubs in 2006/07 konden de kampioenen weer rechtstreeks promoveren. Echter, vanaf 2010/11 kwam de oude situatie weer terug met een rechtstreekse daler uit de Erste Liga en een play-offwedstrijd tussen de kampioenen van de Regionalliga's en de nummer negen van de Erste Liga.

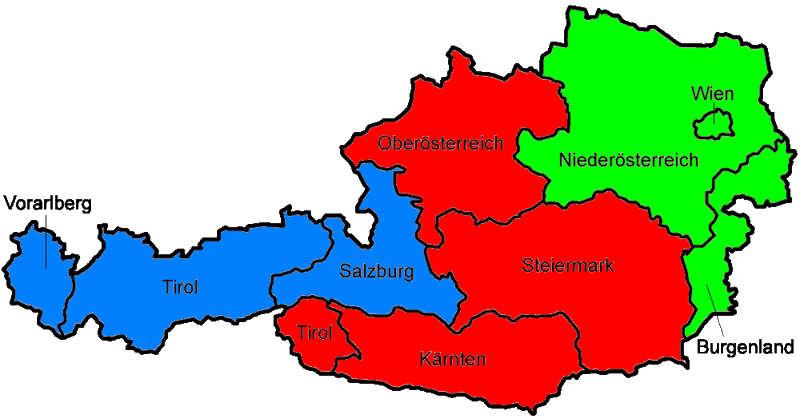
Geografische indeling van de Regionalliga's tot en met 2026

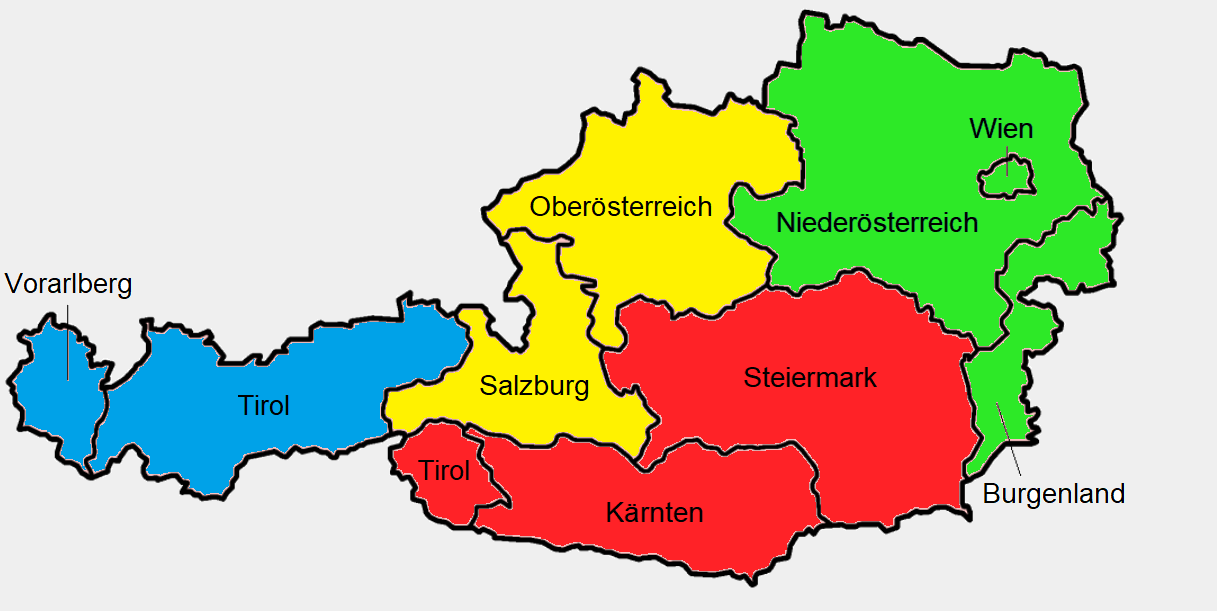
Geografische indeling van de Regionalliga's vanaf 2026

### 2017–2026
In 2017/18 kwam er een nieuwe competitieformule in de Erste Liga: het ging voortaan 2. Liga heten en daarin mogen zestien clubs deelnemen. De laatste drie degraderen naar de Regionalliga, waardoor de kampioen van elk van de drie afdelingen van de Regionalliga weer direct kan promoveren naar het tweede niveau. Een licentie voor de 2. Liga is wel vereist om te kunnen promoveren.
De Regionalliga's bleven bestaan zoals ze waren, echter gold dat niet voor de Regionalliga West. Deze afdeling ging vanaf het seizoen 2019/2020 bestaan uit drie afzonderlijke groepen van de drie westelijke deelstaten. Er kwam dus een Regionalliga Salzburg, Regionalliga Tirol en Regionalliga Vorarlberg apart. De beste twee clubs uit de drie afzonderlijke afdelingen spelen play-offs om promotie naar de 2. Liga (in nogmaals tien speelrondes), zodat er op papier als nog een Regionalliga West zou ontstaan die in het voorjaar van elk seizoen wordt gespeeld.
Dit format voor het westen bleef tot 2023 intakt. Daarna werd de “oude” Regionalliga West weer ingevoerd met zestien clubs verdeeld over de deelstaten Vorarlberg, Tirol en Salzburg.
| Seizoen | Alpenliga                       | Regionalliga Mitte     | Regionalliga Ost        |
| ------- | ------------------------------- | ---------------------- | ----------------------- |
| 1975    |                                 |                        | SC Tulln                |
| 1976    |                                 |                        | Kremser SC              |
| 1977    |                                 |                        | ASV Kittsee             |
| 1978    | USK Anif                        |                        | Favoritner AC           |
| 1979    | SPG Innsbruck                   |                        | SV Heid Stockerau       |
| 1980    | Salzburger AK 1914              |                        | SC Neusiedl am See      |
|         | Regionalliga West               |                        |                         |
| 1981    | ASK Salzburg                    |                        |                         |
| 1982    | IG Bregenz/Dornbirn             |                        |                         |
| 1983    | SC Kufstein                     |                        |                         |
| 1984    | USV Salzburg                    |                        |                         |
| 1985    | IG Bregenz/Dornbirn II          |                        | 1. Schwechater SC       |
| 1986    | SC Kufstein                     |                        | VfB Mödling             |
| 1987    | USV Salzburg                    |                        | VSE St. Pölten          |
| 1988    | FC Dornbirn 1913                |                        | SV Stockerau            |
| 1989    | WSG Swarovski Wattens           |                        | ASV Austria Vösendorf   |
| 1990    | FC Salzburg                     |                        | SR Donaufeld Wien       |
| 1991    | SC Rheindorf Altach             |                        | Favoritner AC           |
| 1992    | ASVÖ FC Puch                    |                        | SV Oberwart             |
| 1993    | FC Kufstein                     |                        | 1. Wiener Neustädter SC |
| 1994    | SC Austria Lustenau             |                        | ASK Klingenbach         |
| 1995    | WSG Swarovski Wattens           | SAK Klagenfurt         | Favoritner AC           |
| 1996    | SC Schwarz-Weiß Bregenz         | TSV Hartberg           | SV Stockerau            |
| 1997    | SC Rheindorf Altach             | SK Eintracht Wels      | ASK Kottingbrunn        |
| 1998    | SV Wörgl                        | FC Austria/VSV Kärnten | SC Untersiebenbrunn     |
| 1999    | WSG Swarovski Wattens           | TSV Hartberg           | SC Untersiebenbrunn     |
| 2000    | FC Lustenau 07                  | BSV Bad Bleiberg       | SV Mattersburg          |
| 2001    | FC Lustenau 07                  | ASKÖ Pasching          | ASK Kottingbrunn        |
| 2002    | FC Hard                         | Kapfenberger SV        | Wiener Sportklub        |
| 2003    | SpG WSG Wattens-FC Wacker Tirol | FC Blau-Weiß Linz      | SV Schwechat            |
| 2004    | SC Rheindorf Altach             | FC Gratkorn            | SC-ESV Parndorf 1919    |
| 2005    | FC Kufstein                     | SC Schwanenstadt       | Austria Wien II         |
| 2006    | FC Lustenau 07                  | TSV Hartberg           | SC-ESV Parndorf 1919    |
| 2007    | FC Red Bull Salzburg II         | SV Bad Aussee          | ASK Schwadorf           |
| 2008    | SV Grödig                       | 1. FC Vöcklabruck      | SKN St. Pölten          |
| 2009    | FC Dornbirn 1913                | TSV Hartberg           | First Vienna FC 1894    |
| 2010    | SV Grödig                       | WAC/St. Andrä1         | FC Waidhofen/Ybbs       |
| 2011    | Red Bull Juniors                | LASK Juniors           | SC-ESV Parndorf 1919    |
| 2012    | WSG Swarovski Wattens           | Grazer AK              | SV Horn                 |
| 2013    | FC Liefering                    | LASK Linz              | SC-ESV Parndorf 1919    |
| 2014    | SV Austria Salzburg             | LASK Linz              | FAC Team für Wien       |
| 2015    | SV Austria Salzburg             | SK Austria Klagenfurt  | SC Ritzing              |
| 2016    | WSG Swarovski Wattens           | Blau-Weiß Linz         | SV Horn                 |
| 2017    | USK Anif                        | TSV Hartberg           | WSG Wattens             |
| 2018    | USK Anif                        | SV Lafnitz             | SV Horn                 |
| 2019    | FC Dornbirn 1913                | Grazer AK              | ASK Ebreichsdorf        |
| 20202   |                                 |                        |                         |
| 20212   |                                 |                        |                         |
| 2022    | SC Schwaz                       | Sturm Graz II          | First Vienna FC         |
| 2023    | SC Schwarz-Weiß Bregenz         | DSV Leoben             | SV Stripfing/Weiden     |
| 2024    | SV Austria Salzburg             | ASK Voitsberg          | Rapid Wien II           |
| 2025    |                                 |                        |                         |

- 1 Kampioen FC Pasching kreeg na afloop van het seizoen 13 punten in mindering
- 2 Vanwege de COVID-19-pandemie werd de competitie tussentijds geannuleerd. Er werden geen kampioenen uitgeroepen en derhalve vond er geen promotie en degradatie plaats.

### 2026–
In april 2025 besloot de Oostenrijkse voetbalbond tot een hervorming van het derde voetbalniveau. Om de afstanden te verkleinen werd er een Regionalliga toegevoegd. Daardoor werd de geografische indeling gewijzigd.
- De Regionalliga West omvat de deelstaten Vorarlberg en Tirol
- De Regionalliga Nord omvat de deelstaten Salzburg en Opper-Oostenrijk
- De Regionalliga Süd omvat de deelstaten Stiermarken en Karinthië
- De Regionallgia Ost omvat de deelstaten Neder-Oostenrijk, Burgenland en Wenen (ongewijzigd)

Omdat er sprake is van vier Regionalliga's zal de kampioen van elke groep niet meer direct promoveren naar de 2. Liga. Voor de kampioenen worden play-offs ingevoerd om de promotie te bepalen.